# Alfredo Bontempi
Alfredo Bontempi (2. srpna 1894, Castelfidardo – 20. února 1963, Ancona) byl italský katolický kněz, profesor teologie, rektor papežské koleje Nepomucenum v Římě a titulární biskup palmyrský (1962-1963).

## Život
Po kněžském svěcení působil nejprve v pastoraci své diecéze: nejprve v Castelnuovo di Recanati, následně v Bagnolu a konečně jako farář u sv. Šěpána v Castelfidardu, zároveň jako rektor semináře a asistent Katolické akce. V roce 1934 se stal profesorem a studijním prefektem regionálního semináře v Chieti. V říjnu 1950 se stal rektorem Papežské koleje Nepomucenum, od roku 1960 byl kanovníkem baziliky Santa Maria Maggiore. 19. března 1962 byl jmenován titulárním biskupem palmyrským, svěcení přijal 31. května téhož roku v bazilice Santa Maria Maggiore. Krátce se zúčastnil prvního zasedání II. vatikánského koncilu. Zemřel na infarkt v Anconě dne 20. února 1963.